# Капская земляная белка
Капская земляная белка (лат. Geosciurus inauris) — грызун трибы Xerini семейства беличьих. Обитает в основном в наиболее сухих районах юга Африки от ЮАР до Ботсваны и Намибии, включая Национальный парк Этоша. Живёт в неглубоких норах.
Традиционно вид рассматривался в роде Xerus. В 2015 году капская и дамарская земляные белки были перенесены в род Geosciurus, отличающийся от Xerus и Euxerus строением нуклеотидных последовательностей, а также морфологией черепа и зубов.
Название Капская земляная белка (по-английски Cape ground squirrel) отчасти вводит в заблуждение, так как на самом деле ареал этого вида гораздо шире, чем окрестности Кейптауна или Кейп-Пойнта.

## Описание
Кожа у капских земляных белок чёрная, а мех редкий и жёсткий и без подшёрстка. На спине он коричневого цвета, в то время как мордочка, нижняя часть живота, стороны шеи и вентральные стороны конечностей белые. По бокам с двух сторон от плеч до бёдер простираются белые полоски. Глаза довольно большие и окружены тонкими кольцами белой шерсти. Ушные раковины маленькие. Хвост плоский и густо опушён, и покрыт белыми волосами и двумя чёрными полосами у основания. Половой диморфизм у капских земляных белок довольно слабый. Самцы обычно весят 423–649 г, и на 8–12% тяжелее, чем самки, на 444–600 г.  У самцов  общая длина тела 424–476 мм, в то время как самки имеют длину 435–446 мм. Зубная формула земляной белки - 1.1.0.01.1.3.3.  У самок две пары млечных желёз: в паху и на брюшке. Пенис у самцов большой, с крупной os penis. Этот вид известен впечатляющими размерами семенников, они примерно размером с мяч для игры в гольф, то есть около 20% общей длины тела. Линька происходит между августом и сентябрем и между мартом и апрелем, один раз в год.

## Распространение
Капская земляная белка широко распространена в южной части Африки. Встречается в Ботсване, ЮАР, Лесото и Намибии. Её ареал охватывает большую часть Намибии, но она не встречается  в прибрежных районах и на северо-западе этой страны. Капские земляные белки обитают в центральной и юго-западной Калахари в Ботсване.  В ЮАР этот вид отмечен в центральных районах и к северу от них.

## Поведение и экология
Капские земляные белки живут, в основном, в аридных или полуаридных районах. Они предпочитают вельды (засушливые плато) и пастбища с плотным грунтом. Их также можно найти в кустарниках вдоль высохших озёр, в поймах и на сельскохозяйственных землях. Земляные белки обычно активны в дневное время суток и не впадают в спячку. Они роющие животные, которые строят обширные системы нор и живут в них. Средняя площадь норы около 700 м², в каждой норе от 2 до 100 входов. Норы защищают белок от экстремально высоких дневных температур на поверхности, а также от хищников. Тем не менее, большую часть светлого времени суток они тратят на поиски корма и питание на поверхности. Для терморегуляции суслики затеняют голову и спину пушистыми хвостами. Купания в пыли также характерны для этого вида.
Пища земляных белок состоит из луковиц, плодов, злаков, разнотравья, насекомых и листьев кустарников. Они питаются  ежедневно и не создают запасов пищи впрок.  Капские земляные белки, как правило, не пьют воду, так как довольствуются влагой получаемой с пищей. Ежедневный бюджет активности земляной белки состоит из примерно 70% кормления, 15-20% - ориентировочного поведения и около 10% - общения с себе подобными.  Положение солнца служит для них маркером времени, когда надо прятаться в норах, а когда выходить для поисков корма.
Норы капских земляных белок также используют сурикаты и жёлтые мангусты. В то время как отношения между земляными белками и сурикатами, по-видимому, близки к мутуализму, отношения мангустов с земляными белками ближе к комменсализму. Хищники, питающиеся земляными белками, это шакалы, змеи и ящерицы. Земляные белки способны по запаху различать экскременты хищников и нехищных животных. Когда им угрожают хищники, земляные белки участвуют в их окрикивании (моббинге): несколько белок бросаются на хищника, используя свои пушистые хвосты, чтобы дезориентировать его. Когда хищник наносит ответный выпад, все земляные белки отступают. Тем не менее, коллективное окрикивание обычно эффективно заставляет хищников ретироваться.

### Социальное поведение
Капские земляные белки живут группами из двух-трех взрослых самок и максимум девяти полувзрослых любого пола, а также потомков этих самок текущего года. Группы, в которых более трех самок, делятся на более мелкие группы.  Взрослые самцы живут отдельно от самок и присоединяются только тогда, когда самки находятся в течке. Группы самцов насчитывают до 19 неродственных особей, отношения между которыми не являются агонистическими (враждебными, буквально "борцовскими"). В самцовой группе от четырех до пяти самцов могут формировать временные подгруппы, которые меняют размер и участников каждый день. Самочьи группы живут в отдельных системах нор. Участок обитания женской группы около 4 га  с площадью ядерной части около 0,25 га.  Участки обитания соседних групп могут перекрываться. Ядра этих участков охраняются с помощью агонистического поведения. Самцовые группы живут на участках обитания, охватывающих участки нескольких самочьих групп и их площадь составляют в среднем 12,1 га.  В самочьей группе нет иерархии доминирования, и её члены используют одни и те же кормовые участки и убежища. Самцовые группы, напротив, подчинены возрастной линейной иерархии. Конкуренция между самцами обычно выражается в "прыгающих" демонстрациях, которые у партнеров не вызывают травм . В отличие от самочьих групп, группы самцов не являются территориальными, и членство в них  открыто.. Во время эструса к самке будут приближаться, ухаживать за ней  и преследовать её самцы, пытающиеся с ней спариться. Самые доминантные самцы  первыми  получают право на спаривание.  Самка  спаривается с одним и тем же самцом по несколько раз. Если самец ещё не спарился с самкой, он будет стремиться прервать совокупление, которое у нее происходит с другим самцом.  Однако охрана самок самцами встречается редко.

## Акустическая коммуникация
Воспринимая нечто как источник угрозы, суслики издают крик похожий на свист, который  служит сигналом предупреждения об опасности.  Сигнал тревоги (или предупреждения об опасности) бывает двух типов; короткий и пронзительный «би-йо», который сигнализирует серьезную опасность, и менее пронзительный звук «би-йоо», который используется для более слабой опасности.  Во время антагонистических столкновений белки издают глубокие рычания, что является  признаком проявления агрессии. Молодые белки издают игровые крики (призывы), гнездовое щебетание и скрипы протеста.

## Размножение
Спаривание и размножение у капских земляных белок идёт круглый год, но спаривание происходит, в основном, в сухие зимние месяцы. Поскольку самки совокупляются с несколькими самцами, большие семенники самцов полезны для конкуренции спермы. В группах только одна самка в нужное время приходит в эструс. Состояние эструса продолжается  у неё  около трёх часов. Беременность длится около 48 дней или по другим данным от 42 до 49 дней. Лактация начинается незадолго до рождения щенков. Кормящая самка поселяется  в отдельной норе, чтобы ухаживать за своими молодыми, но она возвращается в свою группу после окончания молочного кормления или, если она потеряет свой выводок по какой-то причине. В помете 1-3 молодых.  Они рождаются беспомощными, голыми и слепыми.  Детёныши остаются в норах в течение первых 45 дней. К 35 дню у них открываются  глаза.  Через семь дней после выхода из норы щенки могут есть твердую пищу. Лактация заканчивается примерно через 52 дня.  Самцы достигают половой зрелости в восемь месяцев, а самки - в 10 месяцев. Первые покидают свои натальные группы, а вторые остаются.

## Статус
Популяции капских земляных белки, в целом, не подвергаются угрозам. В некоторых районах их рассматривают как сельскохозяйственных вредителей. Для контроля численности капских земляных белок из-за урона урожаям и распространения бешенства было использовано разбрасывания ядовитой приманки. Этот вид обитает на охраняемых территориях, таких как Трансграничный парк Кгалагади в Ботсване и Южной Африке и Национальный парк Этоша в Намибии.

## Галерея
- Молодые капские земляные белки
- Капская земляная белка у входа в нору
- Капская земляная белка
- Взрослый самец кормится, заповедник Тсвалу Калахари, Южная Африка